# Las mariposas son libres
Las mariposas son libres (Butterflies Are Free) es una película de comedia estadounidense de 1972,  basada en la obra de teatro homónima de Leonard Gershe. El propio Gershe escribió el guion para la cinta, la cual fue dirigida por Milton Katselas, y protagonizada por Goldie Hawn, Edward Albert y  Eileen Heckart.
Ambientada en San Francisco, la trama gira en torno a un joven ciego cuya madre desaprueba la relación que aquel mantiene con una joven hippie. El título fue inspirado por un pasaje de la novela Casa desolada de Charles Dickens: "I only ask to be free. The butterflies are free. Mankind will surely not deny to Harold Skimpole what it concedes to the butterflies " (Traducción: Yo sólo pido ser libre. Las mariposas son libres. La humanidad seguramente no negará a Harold Skimpole lo que concede a las mariposas).
Distribuida por Columbia Pictures, la película obtuvo críticas positivas, además fue nominada a tres categoría en los Premios Oscar, en la que Eileen Heckart ganó como Mejor Actriz de Reparto.

## Reparto
- Goldie Hawn como Jill Tanner
- Edward Albert coml Don Baker
- Eileen Heckart como Mrs. Baker
- Michael Glaser como Ralph Santori
- Michael Warren como Roy

## Recepción

### Crítica
La película tiene una puntuación del 67% en Rotten Tomatoes, basada en 12 reseñas.
Time destacó el talento de Goldie Hawn, afirmando: «Goldie Hawn, como la chica de al lado, ha recorrido un largo camino desde su vertiginoso papel en Laugh-In ; a menudo es genuinamente conmovedora». Time elogió la actuación tanto de Edward Albert como de Eileen Heckart: «Edward Albert, el hijo del actor Eddie Albert , es digno de crédito como el niño ciego, y Eileen Heckart es apropiadamente odiosa como la madre, aunque no logra ser convincente en su transformación. Pero entonces, nadie podría serlo»."

### Premios y nominaciones
Premios Óscar 1973 (EUA)
- Ganadora en la categoría de Mejor actriz secundaria (Eileen Heckart)
- Candidata en las categorías de Mejor fotografía y Mejor sonido.

Globo de Oro 1973 (EUA)
- Ganadora en la categoría de Nueva estrella del año  (Edward Albert)
- Candidata en las categorías de Mejor película, Mejor actor, Mejor actriz y Mejor canción original (Carry Me).